# Alina Borioli
Alina Borioli (* 23. November 1887 in Ambrì Sopra; † 14. Juli 1965 ebenda) war eine Schweizer Schriftstellerin. Ihr Pseudonym war Abete.

## Leben
Alina Borioli war die Tochter von Davide Borioli und dessen Ehefrau Marina, geb. Togni. Sie wurde 1887 in Ambrì in der Leventina geboren.
Sie war 1906 als Primarlehrerin an der Grundschule in Lavorgo und von 1907 bis 1914 am pädagogischen Hauptinstitut in Russo tätig. Von 1914 bis 1915 unterbrach sie ihre Lehrtätigkeit. In Genf schrieb sie sich an das erste in Europa gegründete Institut für Erziehungswissenschaften ein, das Institut Rousseau, um Pädagogik zu studieren. Dort traten die ersten Symptome ihrer späteren Erblindung auf. Nachdem sie in die Leventina zurückgekehrt war, musste sie ihre Lehrtätigkeit wegen der fortschreitenden Einschränkung des Sehvermögens aufgeben.
Alina Borioli blieb unverheiratet.

### Schriftstellerisches Wirken
Nachdem sie erblindet war, wandte sie sich der Schriftstellerei zu. Sie sammelte Märchen, Legenden, Geschichten aus der Vergangenheit sowie Sprichwörter ihrer Heimatregion; dazu beschäftigte sie sich mit dem Volkstum der Leventina. Emilio Bontà sagte 1936 von ihr, dass sie «in der inneren Klarheit und Lebendigkeit der Erinnerung einen Ausgleich für das verlorene Sehprivileg gefunden hat».
1926 veröffentlichte sie La vecchia leventina. Anlässlich der ersten nationalen Schweizerischen Ausstellung für Frauenarbeit war sie 1928 an der Ausarbeitung und Veröffentlichung von Donne Ticinesi beteiligt. Sie verfasste die Kapitel über die Lehrerin Orsolina Pedrini und über die Arbeit von Frauen in der Leventina. 1928 schrieb sie ein von Arnaldo Filipello (1887–1953) vertontes Libretto Vigilia di sagra.
Ab den 1930er Jahren beschäftigte sie sich mit der dialektalen Poesie des oberen Tessins, mit der sie einige charakteristische Aspekte noch besser ausdrücken konnte. 1955 gewann sie den dritten Preis bei einem Literaturwettbewerb der Zeitschrift Il Cantonetto mit ihrem Gedicht Ava Giuana.
1964 veröffentlichte sie ihr Dialektgedicht Ava Giuana in Vos det la faura, in dem eine alte, in ihrer Heimat verwurzelte Frau in einer traumartigen Vision Unfälle im Gebirge und Tragödien einer archaischen Welt heraufbeschwört, die nur Leere und Einsamkeit zurücklässt.
Borioli schrieb für zahlreiche kantonale Zeitschriften und war unter anderem zwischen 1955 und 1963 regelmässig unter dem Pseudonym Abete für die Wochenzeitung Cooperazione tätig.

## Schriften (Auswahl)
- mit Vittore Pellandini: Storielle, leggende, costumanze ticinesi. 1912.
- Un giudice originale della Leventina. 1913.
- Note folkloriche onsernonesi. 1920.
- mit Emilio Bontà: La vecchia leventina. 1926.
- mit Ida Salzi, Ines Bolla: Donne ticinesi: Rievocazioni. Tipogr. Leins & Vescovi, Bellinzona 1928.
- Vigilia di sagra; commediola in un atto. Lugano, S.A. Arti grafiche, 1928.
- mit Selma Lagerlöf: Leggende tolte dal «Meraviglioso viaggio di Nil Holgerston» di Selma Lagerlöf. Tipogr. Leins & Vescovi, Bellinzona 1930.
- Vecchietti nostri. Bellinzona 1938.
- In memoria di Giuseppe Gobbi: 1872-1941. Tip. V. Carminati, Locarno 1941.
- mit Luigi Taddei: Fanciullezza lontana. Leins & Vescovi, Bellinzona 1950.
- mit Giovanni Bianconi: Carloto e Luzia. Schweizerisches Jugendschriftenwerk, Zürich 1954.
- Alina Borioli; Bruno Nizzola: Da birichino a uomo di cuore: Racconto. v, Zürich 1958.
- Proverbi dialettali leventinesi. 1958.
- mit Ubaldo Monico: Leggende leventinesi. Schweizerisches Jugendschriftenwerk, Zürich 1960.
- mit Pietro Salati: Fanciullezza lontana. Schweizerisches Jugendschriftenwerk, Zürich 1963.